# NGC 4743
NGC 4743 is een lensvormig sterrenstelsel in het sterrenbeeld Centaur. Het hemelobject werd op 8 juni 1834 ontdekt door de Britse astronoom John Herschel.

## Synoniemen
- ESO 323-21
- MCG -7-27-5
- DRCG 56-25
- DCL 331
- PGC 43653